# Cyclocross de Namur Citadelle

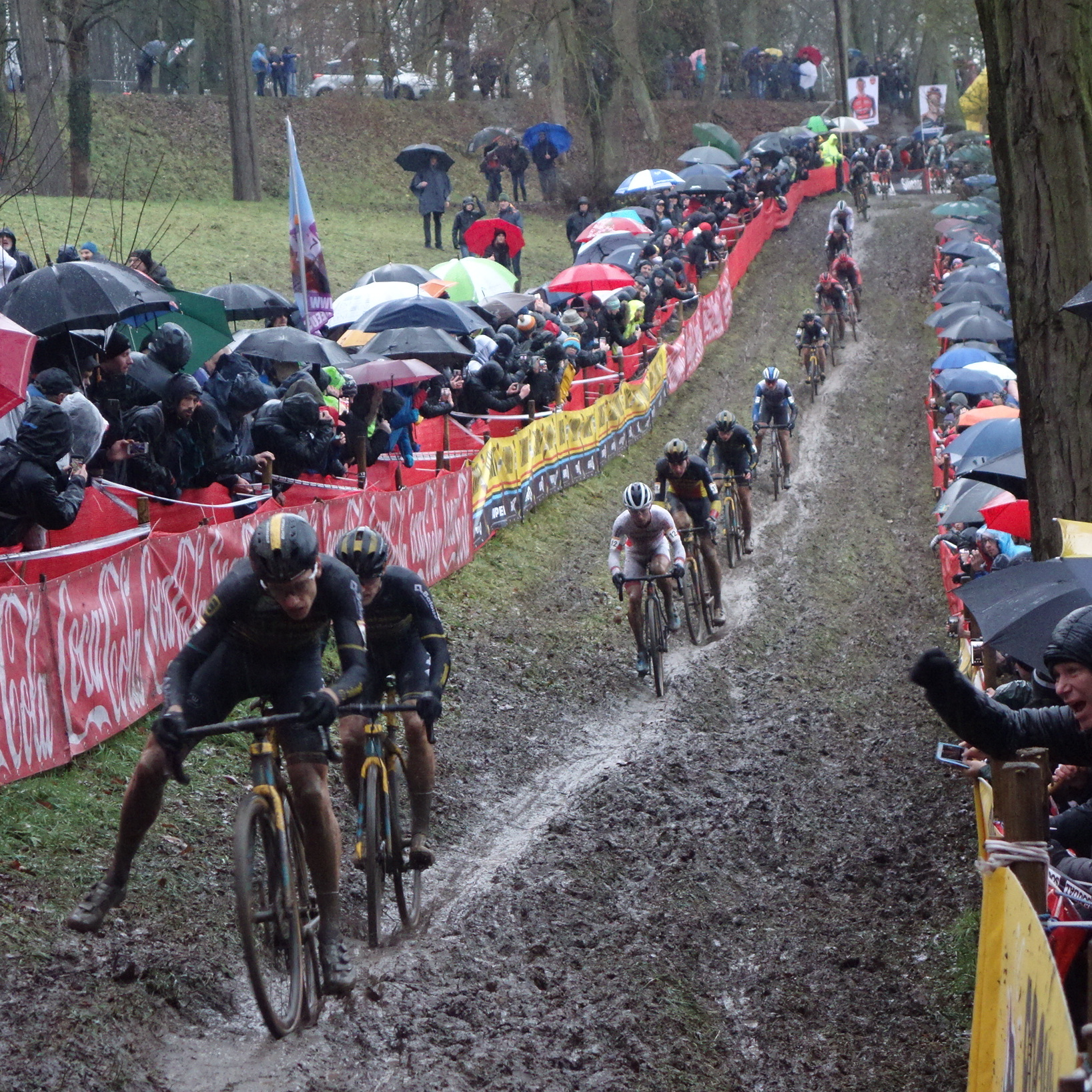
Die schräg zum Hang gezogene Spur zählt du den bekanntesten Merkmalen des Parcours.

Das Cyclocross de Namur Citadelle (auch Citadelcross) ist ein Cyclocrossrennen. Der Wettbewerb wird seit 2009 im belgischen Namur ausgetragen.

## Geschichte
Während die meisten belgischen Cyclocrossrennen in Flandern stattfinden, ist der Citadelcross eine der wenigen Ausnahmen in Wallonien. Sein Schauplatz ist die Zitadelle von Namur, die auf einem Berg über der Stadt liegt. Er weist daher für diese Disziplin ungewöhnlich viele Steigungen auf. Üblicherweise wird das Rennen am letzten Sonntag vor Weihnachten ausgetragen und gehört damit zum Auftakt der Kerstperiode, einer der Höhepunkte der Cyclocross-Saison. Dies und der hohe Schwierigkeitsgrad verleihen dem Rennen hohes Prestige. Verantwortlich für den Parcours zeichnete zunächst der Ex-Weltmeister Roland Liboton, inzwischen ist es Erwin Vervecken.
Während der ersten beiden Austragungen gehörte das Rennen zur GvA Trofee. Seit der Saison 2011/2012 ist es Teil des Weltcups. 2022 wurde auf dem Parcours die Europameisterschaften ausgetragen, die von Michael Vanthourenhout respektive Fem van Empel gewonnen wurden.

## Palmarès

### Frauen

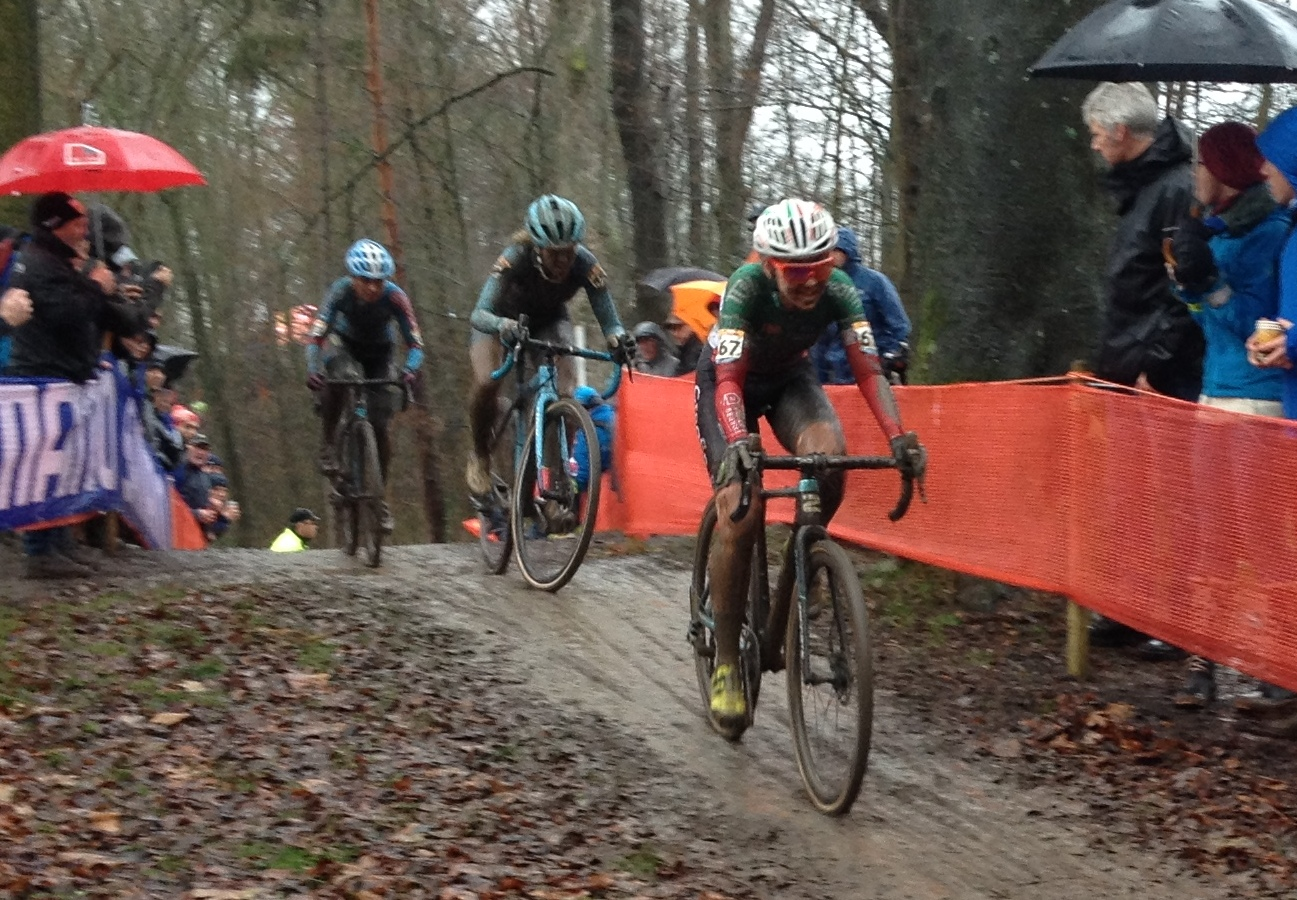
Eva Lechner (hier 2018) konnte sich dreimal auf dem Podium platzieren.

| Jahr | Erste                                                                         | Zweite                                                                        | Dritte                                                                        |
| ---- | ----------------------------------------------------------------------------- | ----------------------------------------------------------------------------- | ----------------------------------------------------------------------------- |
| 2009 | Daphny van den Brand                                                          | Pavla Havlíková                                                               | Helen Wyman                                                                   |
| 2010 | Sanne van Paassen                                                             | Daphny van den Brand                                                          | Sanne Cant                                                                    |
| 2011 | Marianne Vos                                                                  | Lucie Chainel-Lefèvre                                                         | Katherine Compton                                                             |
| 2012 | Katherine Compton                                                             | Kateřina Nash                                                                 | Marianne Vos                                                                  |
| 2013 | Katherine Compton                                                             | Marianne Vos                                                                  | Nikki Harris                                                                  |
| 2014 | Kateřina Nash                                                                 | Marianne Vos                                                                  | Katherine Compton                                                             |
| 2015 | Nikki Harris                                                                  | Caroline Mani                                                                 | Eva Lechner                                                                   |
| 2016 | Kateřina Nash                                                                 | Eva Lechner                                                                   | Sophie de Boer                                                                |
| 2017 | Evie Richards                                                                 | Nikki Brammeier                                                               | Eva Lechner                                                                   |
| 2018 | Lucinda Brand                                                                 | Marianne Vos                                                                  | Annemarie Worst                                                               |
| 2019 | Lucinda Brand                                                                 | Ceylin del Carmen Alvarado                                                    | Annemarie Worst                                                               |
| 2020 | Lucinda Brand                                                                 | Clara Honsinger                                                               | Denise Betsema                                                                |
| 2021 | Lucinda Brand                                                                 | Denise Betsema                                                                | Puck Pieterse                                                                 |
| 2022 | In der Saison 2022/2023 wurde das Rennen als Europameisterschaft ausgetragen. | In der Saison 2022/2023 wurde das Rennen als Europameisterschaft ausgetragen. | In der Saison 2022/2023 wurde das Rennen als Europameisterschaft ausgetragen. |
| 2023 | Ceylin del Carmen Alvarado                                                    | Puck Pieterse                                                                 | Lucinda Brand                                                                 |
| 2024 | Ceylin del Carmen Alvarado                                                    | Lucinda Brand                                                                 | Puck Pieterse                                                                 |

### Männer

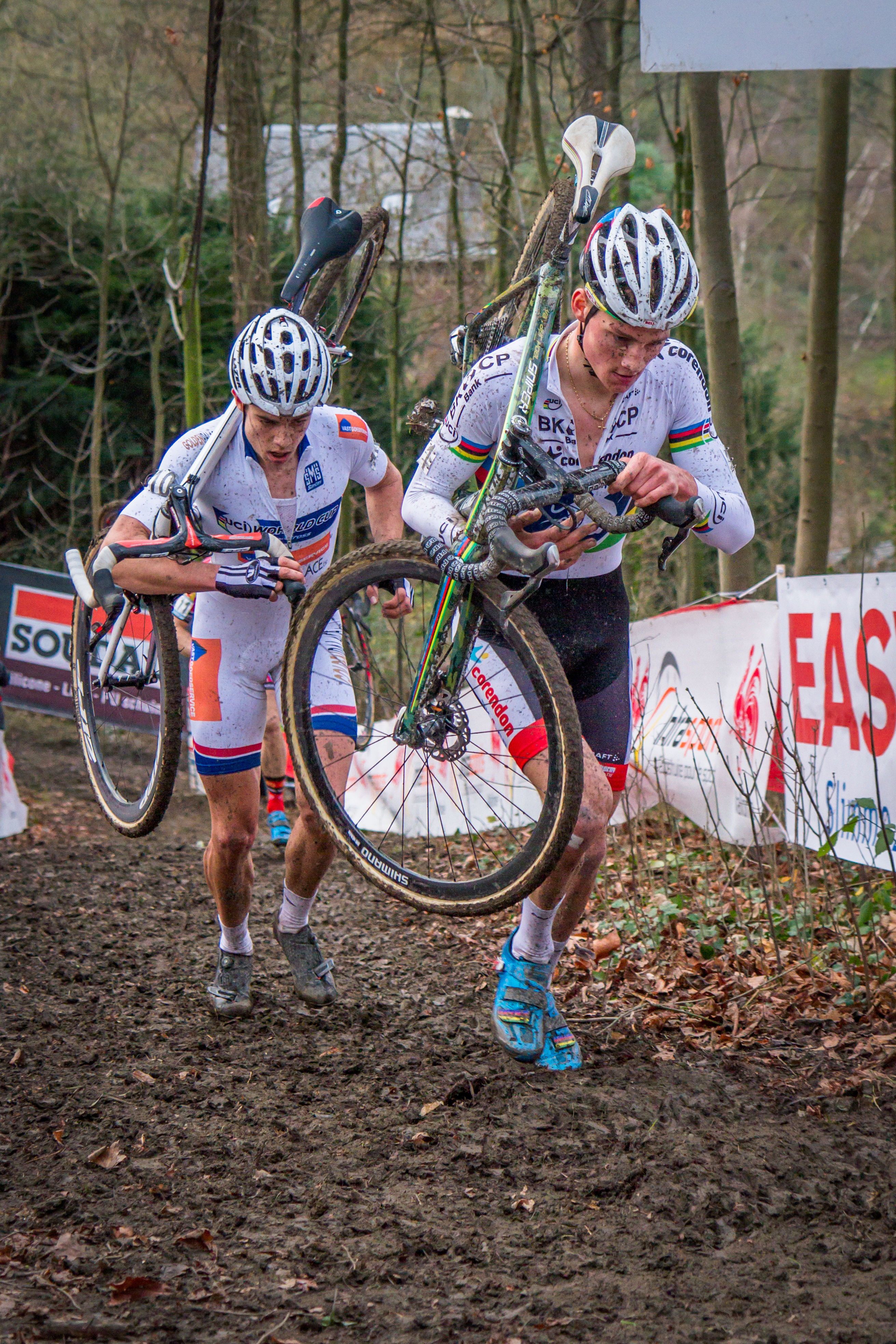
Rekordsieger Mathieu van der Poel vor Wout van Aert (2015)

| Jahr | Erster                                                                        | Zweiter                                                                       | Dritter                                                                       |
| ---- | ----------------------------------------------------------------------------- | ----------------------------------------------------------------------------- | ----------------------------------------------------------------------------- |
| 2009 | Niels Albert                                                                  | Sven Nys                                                                      | Zdeněk Štybar                                                                 |
| 2010 | Zdeněk Štybar                                                                 | Klaas Vantornout                                                              | Kevin Pauwels                                                                 |
| 2011 | Sven Nys                                                                      | Niels Albert                                                                  | Klaas Vantornout                                                              |
| 2012 | Kevin Pauwels                                                                 | Sven Nys                                                                      | Niels Albert                                                                  |
| 2013 | Francis Mourey                                                                | Klaas Vantornout                                                              | Niels Albert                                                                  |
| 2014 | Kevin Pauwels                                                                 | Lars van der Haar                                                             | Philipp Walsleben                                                             |
| 2015 | Mathieu van der Poel                                                          | Wout van Aert                                                                 | Kevin Pauwels                                                                 |
| 2016 | Mathieu van der Poel                                                          | Wout van Aert                                                                 | Kevin Pauwels                                                                 |
| 2017 | Wout van Aert                                                                 | Toon Aerts                                                                    | Mathieu van der Poel                                                          |
| 2018 | Mathieu van der Poel                                                          | Wout van Aert                                                                 | Toon Aerts                                                                    |
| 2019 | Mathieu van der Poel                                                          | Toon Aerts                                                                    | Corné van Kessel                                                              |
| 2020 | Mathieu van der Poel                                                          | Wout van Aert                                                                 | Thomas Pidcock                                                                |
| 2021 | Michael Vanthourenhout                                                        | Thomas Pidcock                                                                | Toon Aerts                                                                    |
| 2022 | In der Saison 2022/2023 wurde das Rennen als Europameisterschaft ausgetragen. | In der Saison 2022/2023 wurde das Rennen als Europameisterschaft ausgetragen. | In der Saison 2022/2023 wurde das Rennen als Europameisterschaft ausgetragen. |
| 2023 | Thomas Pidcock                                                                | Pim Ronhaar                                                                   | Joris Nieuwenhuis                                                             |
| 2024 | Michael Vanthourenhout                                                        | Toon Aerts                                                                    | Emiel Verstrynge                                                              |